# 時度錶

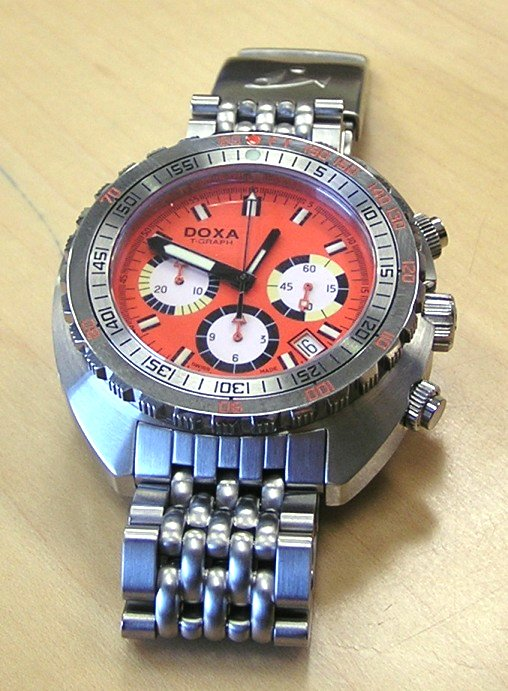
Sub600 T-Graph.

時度錶（英語：Doxa）於1889年由喬治·迪科曼創立，是瑞士著名的潛水錶品牌，亞太區代言人為香港影星方中信。

## 流行文化
美國作家克萊夫·庫塞勒筆下的探險小說德克·皮特系列裡的主人翁佩帶的就是橙色錶面的時度錶。

## 外部連結
- DOXA Watches 官方網站 （页面存档备份，存于）
- DOXA Watches 亞洲地區網站 （页面存档备份，存于）